# 1997 UO24
1997 UO24 är en asteroid i huvudbältet som upptäcktes den 27 oktober 1997 av den tyske amatörastronomen Wolf Bickel vid Bergisch Gladbach observatoriet.